# Felipe Manuel de Saboya
Felipe Manuel de Saboya, príncipe del Piamonte (1586-Valladolid, 9 de febrero de 1605) fue un príncipe italiano, heredero del ducado de Saboya.

## Biografía
Hijo de Carlos Manuel, duque de Saboya y de la infanta Catalina Micaela de Austria, hija de Felipe II e Isabel de Valois. Fue bautizado con gran solemnidad al año siguiente, el 12 de mayo de 1587 en la catedral de Turín.
En sus primeros años, se educó en Turín en la corte de sus padres. Tras la firma del Tratado de Lyon en 1601 por parte de su padre, con el rey de Francia, el primero con el ánimo de mejorar sus relaciones con su cuñado Felipe III de España, así como completar la educación de sus hijos mayores envía a estos a la corte española. El príncipe junto con sus hermanos los príncipes Víctor Amadeo y Manuel Filiberto acompañados de su séquito (Entre el que se encontraban Carlos Filiberto de Este y Giovanni Botero) llegan a Valladolid, donde por aquel entonces estaba establecida la corte, a finales de agosto de 1603. En el mes de octubre su tío el rey les pone casa propia a cada uno de ellos.
Muere en Valladolid, el 9 de febrero de 1605 como consecuencia de unas viruelas.

## Títulos y órdenes

### Títulos
- 3 de abril de 1586 - 9 de febrero de 1605: Príncipe del Piamonte.

### Órdenes
- 1602: Caballero de la Suprema Orden de la Santísima Anunciación.[7]